# Amparo Botejara Sanz
| fin = 05 de marzo de 2019
Amparo Botejara Sanz (Badajoz, 24 de julio de 1956) es una médica y política española, exdiputada de Podemos en el Congreso de los Diputados por Badajoz durante las XI y XII legislaturas.

## Biografía
Trabaja como médica de familia en el centro de salud San Roque de Badajoz. También es profesora asociada de la Facultad de Medicina de la Universidad de Extremadura y es socia de la Asociación para la Defensa de la Sanidad Pública. Militante de Podemos, pertenece al Consejo Ciudadano de Extremadura desde 2015. Ese año presentó su candidatura al Congreso por Badajoz, siendo diputada en la XI y XII legislaturas. Perdió la condición de diputada en 2019, al no conseguir Unidas Podemos representación por la circunscripción pacense en ninguno de los comicios generales de 2019.